# Halle al'Chair

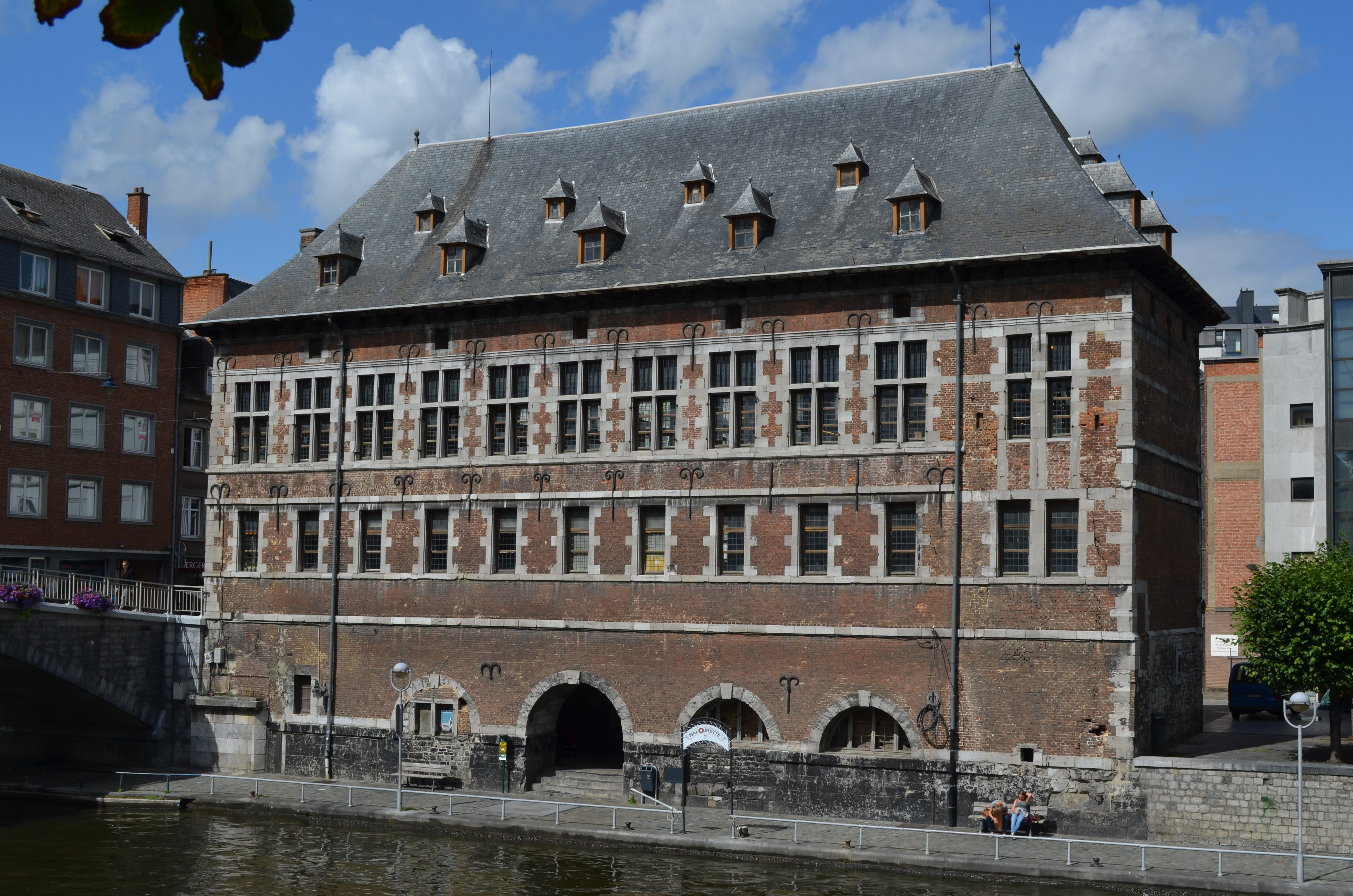
Halle al'Chair

De Halle al'Chair in de Belgische stad Namen was het gildehuis van de slagers uit de Nieuwe Tijd. Het gebouw is eigendom van de stad en herbergt anno 2025 een deel van de collectie van het archeologisch museum: Musée Archéologique de Namur en wordt na restauratie het toeristisch infokantoor van de stad.

## Geschiedenis van het gebouw

### Als vleeshal (1590-1806)
Het was op vraag van koning Filips II van Spanje en zijn regering te Brussel dat er tussen 1588 en 1590 een vleeshuis werd gebouwd aan de oevers van de Samber. Vandaar het wapen van de Spaanse koning boven de toegangspoort van de hal. De Halle al'Chair werd opgetrokken in een traditionele Maaslandse renaissancestijl.
Tussen 1590 en 1806 deed het gebouw dienst als vleeshal. Op de kelderverdieping, ter hoogte van de Samber, werd het vee geslacht; op de gelijkvloerse verdieping werd het vlees verhandeld en op de eerste verdieping was het gildehuis gevestigd.

### Overgangsperiode (1806-1855)
Nadat de slagers toestemming kregen om thuis te slachten, verlieten zij in 1806 het pand en werd de Halle al'Chair eigendom van de Stad Namen. Ten tijde van het Verenigd Koninkrijk der Nederlanden werd het gebouw gebruikt als protestantse kerk voor de mannen van het Hollandse garnizoen, dat in Namen gelegerd was. Nadien was er in het gebouw nog een hospitaal en later nog een school gehuisvest.

### Als archeologisch museum (sinds 1855)
Sinds 1855 heeft het gebouw een museumfunctie en herbergt het de collectie van de archeologische vereniging van Namen. In 1936 werd een deel van de collectie verhuisd naar het nieuwe Musée de Groesbeeck de Croix. Vanaf dat moment omvat collectie in de Halle al'Chair enkel nog het prehistorische, het Gallo-Romeinse en het Merovingische deel van de totale collectie.
In dat jaar werd het gebouw eveneens beschermd als monument. In 1940 werd het gebouw zwaar beschadigd, waardoor het museum noodgedwongen zijn deuren moest sluiten. Na de Tweede Wereldoorlog werd de Halle al'Chair gerestaureerd en in 1950 werd het museum terug geopend.

## Toekomst als toeristisch huis
Wegens de constante aangroei van de collectie en de behoefte om de verschillende archeologische collecties in elkaars buurt te herbergen, zal de collectie van de Halle al'Chair is de collectie verhuisd naar Les Bateliers Musée Archéologique et des Arts Décoratifs. Hierdoor verloor het gebouw zijn museumfunctie, die het gedurende ruim 150 jaar vervulde.
In april 2009 werd er een toeristisch informatiecentrum geopend in de Halle al'Chair. Na de restauratie in 2022 wordt de Halle al'Chair opnieuw het toeristische infokantoor van de stad.